# Alberto Oehling Ruiz
Alberto Oehling Ruiz (Granada, 19 de agosto de 1953 - Pamplona, 22 de mayo de 2014) fue un médico alergólogo español. Pionero en la enseñanza universitaria de la alergología en España. Fue el primero en incluir esta especialidad en una universidad española.

## Biografía
Estudió Medicina en la Universidad de Granada (1949-1955), donde se doctoró (1956) y donde obtuvo el título de especialista en Medicina Interna (1958). Tras licenciarse trabajó como médico asistente en la Policlínica de la Clínica Médica Universitaria de Granada - CMUG (septiembre de 1955-diciembre de 1956), compatibilizando dicho trabajo con el de becario del Consejo Superior de Investigaciones Científicas (julio de 1955- junio de 1957) y con el de jefe de la Sección de Alergología en la CMUG (mayo-diciembre de 1956). Completó su formación universitaria en Alemania, en la Universidad de Lübeck (1957) y en el Instituto de Investigación de Alergias de la Universidad de Gotinga. Animado por el doctor Eduardo Ortiz de Landázuri, regresó a España (1961) para incorporarse al claustro de la Universidad de Navarra, donde fue profesor de Alergología e Inmunología Clínica, y director del Departamento de Alergología de la Clínica Universidad de Navarra hasta su jubilación.
Sus principales contribuciones fueron: 1. incluir la especialidad de Alergología a la docencia universitaria en España; Elaborar un programa docente de Alergología, como asignatura universitaria; 3. Establecer la especialidad de Alergología en España; 4. Desarrollar el programa de la residencia en Alergología e Inmunología Clínica.
Dentro de la inmunología, centró su investigación en la etiología del asma infantil y de las dermatitis atópicas, junto con las alteraciones en la regulación de la respuesta inmune.
Estaba casado con Blanca Durán. El matrimonio tuvo seis hijos.

## Asociaciones a las que perteneció
- Presidente de la International Association of Asthmology.
- Fundador y director de la revista Allergologia et Inmmunopathologia.

## Publicaciones
Escribió más de un centenar de artículos en revistas especializadas en Alergología e Inmunología, entre las que destacan:
- Alergia a medicamentos, Pamplona, Ediciones Universidad de Navarra (1981); con J. L. Cortés (ed.)
- Advances in bronchial asthma, Madrid, Garsi (1986)
- Capítulos de alergología, Madrid, IDEPSA (1994);
- Alergología e inmunología clínica, Nueva York, Interamericana-McGraw-Hill (1995)

## Distinciones
- Doctor honoris causa por la Universidad de Montevideo.
- Asesor en dos ocasiones del comité del Nobel en Medicina.
- Profesor de la facultad de Médicina, en la Universidad del Sur de Florida (Tampa, Florida, Estados Unidos, 1982-1984).
- Presidente de la Organización Mundial de la Alergia - World Allergy Organization (2004-2007)
- Presidente de Interasma
- Miembro de la Academia de Medicina
- Bundesverdienstkreuz am Bande (Cruz del Mérito Civil con Banda) (República Federal de Alemania, 1965)
- Placa de Oro de la Academia Europea de Alergología e Inmunología Clínica (París, 1992)
- Premio Albert Conferencia Oehling.